# Echoing Green
Echoing Green — международная некоммерческая организация, декларирующая своей целью развитие социального предпринимательства, занимающаяся выдачей стипендий и стратегической поддержкой социальных предпринимателей по всему миру.

## История
Организация была основана в 1987 году General Atlantic, частной акционерной компанией, с целью увеличить социальное воздействие при помощи модели венчурного инвестирования капитала.
С момента своего основания Echoing Green вложила средства в более чем 600 социальных предпринимателей, работающих в шестидесяти странах, предоставив в общей сложности $ 36 млн в новые амбициозные социально ориентированные организации и проекты.
Echoing Green выделяет три типа стипендий: Global Fellowship, Black Male Achievement Fellowship и Climate Fellowship. Global Fellowship поддерживает социальных предпринимателей, деятельность которых связана с поиском потенциальных решений общественных проблем, которые могут работать в своих странах. Black Male Achievement Fellowship, созданный в партнерстве с Open Society Foundation в 2012 году, поддерживает предпринимателей, работающих с проблемами чернокожих мужчин и подростков в Соединенных Штатах Америки. Climate Fellowship был создан в партнерстве с ZOOM Foundation в 2013 году, он поддерживает тех, кто работает над решением проблем, связанных с изменением климата.
Другими организациями, реализованными с помощью Echoing Green, стали Teach For America, City Year, College Summit, Citizen Schools, One Acre Fund, SKS Microfinance и другие.
Организация запустила программу Work on Purpose, которая готовит студентов к будущей работе в направлении социального предпринимательства. Занятия проводятся в колледжах, университетах и в некоммерческих организациях.

## Руководство
- Черил Дорси — президент Echoing Green. Она получила стипендию от этой организации в 1992 году за свой проект с мобильное устройством для предотвращения детской смертности в Бостоне. В 2002 году Дорси становится руководителем Echoing Green и делает её полностью некоммерческой организацией[7].
- Лара Галински — старший вице-президент компании. Галински стала соавтором двух книг по социальному предпринимательству: Be Bold: Create a Career with Impact и Work on Purpose, а в последнее время начала работу с программой Work on Purpose[8].

В Совет директоров помимо прочих входят Дэвид Ходжсон, управляющий директор General Atlantic, и Майя Аджмера, президент и CEO Society for Science & The Public и издатель Science News.

## Показатели деятельности

### Финансы
По данным на 2010—2011 годы Echoing Green обладал собственными активами в размере более 5 млн долларов США, вложив при этом около 1 млн долларов.

### Некоторые стипендиаты
- Венди Копп (стипендиат 1991 г.) — основатель Teach For America, национального образовательного корпуса, который нанимает педагогов-выпускников колледжа, чтобы они преподавали в государственных школах, обслуживающих населения с низким уровнем доходов в США[10].
- Майкл Браун и Алан Хазей (стипендиаты 1991 г.) — соучредители City Year, национальной организации, помогающей детям из бедных семей получать достойное образование, оказывая социальную, учебную и эмоциональную поддержку[11].
- Викрам Акула (стипендиат 1998 г.) — основатель SKS Microfinance, чьей миссией является снижение уровня бедности в Индии. Применяется практика ведения бизнеса в сфере микрофинансирования.
- Феликс Ллойд (стипендиат 2007 г.) — основатель некоммерческой социальной организации Skill-Life, Inc., чья миссия заключается в использовании интернет-игр для создания возможностей обучения финансовой грамотности молодежи Америки[12].
- Кеннеди Одеде и Джессика Познер (стипендиаты 2010 г.) — основатели Shining Hope for Communities, чья миссия заключается в борьбе с крайней нищетой и гендерным неравенством в городских трущобах.
- Том Осборн (стипендиат 2014 г. по направлению Climate Fellowship) — основатель Greenchar, продающей топливные угольные брикеты и кухонные плитки, чтобы уменьшить вырубку лесов в Кении[13].

## Публикации
- Be Bold: Create a Career with Impact — книга, написанная в соавторстве Ларой Галински и Черил Дорси в 2007 году. Книга призвана вдохновить молодых социальных предпринимателей, чтобы те трудились и жили с акцентом на социальное воздействие.
- Work on Purpose — книга Лары Галински и Келли Нюксол, рассказывающая истории пяти разных социальных предпринимателей, их борьбу и успех.